# ダンカン・プリチャード
ダンカン・プリチャード（Duncan Pritchard）は、イギリス出身の哲学者。カリフォルニア大学アーバイン校教授。
主に認識論の分野で研究を行っている。懐疑論の問題、認識論的外在主義／内在主義の区別、宗教的信念の合理性、証言、認識論的外在主義と内容的外在主義の関係、徳認識論、認識的価値、様相認識論、ウィトゲンシュタインの蝶番認識論、懐疑論の歴史、認識論的文脈主義を研究している。
哲学教育・入門書執筆・アウトリーチ活動にも積極的に携わっている。

## 略歴
イギリス出身。セント・アンドリュース大学で哲学の博士号を取得。スターリング大学、エジンバラ大学の哲学科長を経て、現職のカリフォルニア大学アーバイン校哲学科の特別栄誉教授に就任。

## 受賞歴
2007年に哲学の研究でフィリップ・レヴァーホルム賞を受賞。また、2011年には哲学の業績により、エジンバラ王立協会のフェローに選出された。

## 著作
プリチャードの著作には下記がある。
- Scepticism: A Very Short Introduction, (Oxford University Press, 2019). 
横路佳幸 訳『哲学がわかる 懐疑論 パラドクスから生き方へ』岩波書店、2023年
- What is this Thing Called Knowledge?, (Routledge, 1st ed. 2006; 2nd ed. 2009; 3rd ed. 2013; 4th ed. 2018).
笠木雅史 訳『知識とは何だろうか：認識論入門』勁草書房、2022年
- Epistemology, (Palgrave Macmillan, 2016). [NB. This is the retitled second edition of Knowledge].
- Epistemic Angst: Radical Skepticism and the Groundlessness of Our Believing (Princeton University Press, 2015).
- What is this Thing Called Philosophy?, (editor, Routledge, 2015).
- Philosophy for Everyone, (editor, with M. Chrisman, Routledge, 2013).
- Epistemological Disjunctivism (Oxford University Press, 2012).
- Knowledge, (Palgrave Macmillan, 1st ed. 2009). [The second edition of this textbook has been retitled Epistemology—see above].
- Epistemology A-Z (with M. Blaauw), (Edinburgh UP/Palgrave Macmillan, 2005)